# A Love of Shared Disasters
A Love of Shared Disasters – pierwszy studyjny album grupy Crippled Black Phoenix.

## Lista utworów
1. "Sharks & Storms / Blizzard Of Horned Cats" – 2:36
2. "Really, How'd It Get This Way?" – 4:49
3. "The Whistler" – 9:45
4. "Suppose I Told The Truth" – 5:03
5. "When You're Gone" – 5:35
6. "Long Cold Summer" – 10:34
7. "Goodnight, Europe" – 6:08
8. "You Take The Devil Out Of Me" – 4:23
9. "The Northern Cobbler" – 4:23
10. "My Enemies I Fear Not, But Protect Me From My Friends" – 6:34
11. "I'm Almost Home" – 5:32
12. "Sharks & Storms / Blizzard Of Horned Cats" – 8:19

## Twórcy
Członkowie zespołu
- Justin Greaves – gitara elektryczna, perkusja, koncepcja, kompozycje, koprodukcja,
- Joe Volk – gitara akustyczna, śpiew, słowa (2, 3, 5, 7, 9, 11, 12)
- Andy Semmens – śpiew, słowa (1, 4, 6, 10)
- Dominic Aitchison – gitara basowa
- Kostas Panagiotou – harmonijka, akordeon, pianino, klawisze, organki, dzwonki
- Nial McGaughey – gitara

Inni zaangażowani
- CBP Brutes Choir – chórki,
- Stu Matthews – perkusja
- Mark Ophidian – elektronika, efekty
- Dave Greaves – gitara prowadząca, gitara akustyczna
- Charlotte Nicholls – wiolonczela
- Max Milton – skrzypce
- Brendon Palmer Angell – oprawa graficzna
- koprodukcja – Crippled Black Phoenix
- Stuart Matthews – inżynieria
- Shawn Joseph – mastering
- Geoff Barrow, Stuart Matthews – produkcja